# When the Smoke Clears
When the Smoke Clears is een ep van de Amerikaanse punkband Sick of It All. Het album werd uitgegeven op 4 november 2016 via Century Media Records en bevat een koffietafelboek, een 10-inch vinylplaat en een cd. Op beide geluidsdragers staan dezelfde nummers. Het album werd uitgegeven om het 30-jarige bestaan van de band te vieren.

## Nummers
1. "When the Smoke Clears" - 1:56
2. "Black Venom" - 2:24
3. "Doomed Campaign" - 2:14
4. "Blood & Steel" - 2:11
5. "Fortress" - 2:39

## Band
- Lou Koller - zang
- Pete Koller - gitaar
- Armand Majidi - drums
- Craig Setari - basgitaar